# 수성구청역
수성구청(KBS)역(Suseong-gu Office(KBS)Station, 壽城區廳(KBS)驛)은 대구광역시 수성구 범어동에 있는 대구 도시철도 2호선의 전철역이다. 인근에 KBS대구방송총국이 있다.
심야에 1편성이 주박하며, 유치선은 만촌네거리 방향에 있다.

## 특징
개통 초기에 수성구청 인근에 있다고 해서 수성구청역으로 명명했으나, 2010년 범어2동에 범어월드프라자 및 범어역 출구를 신설한 이후 수성구청은 범어역 7번 출구에서 더 가깝다.
역 주변은 대입 전문 학원가들이 많아서, 대입 재수생들 및 고등학교 재학생들의 이용률이 높다. 주변 지역의 지대가 높지 않지만, 역 깊이가 깊은 편(30m 이상. 지하 5층에 승강장이 있음)이다. 영남대행 막차 이후 심야에 수성구청역 종착 1편성이 운행 종료 후 주박하고, 다음 날 아침 문양행 첫차로 출발한다.
2014년 2월 28일 수성구청역에서 수성구청(KBS)역으로 역명이 변경되었다. 대한민국에서 공식 역명에 알파벳이 들어간 최초의 역이다.
기점인 문양역과 정확히 20km 떨어져 있는 역이다.

## 역 구조
1면 2선의 하얀색 기둥의 섬식 승강장이 있는 지하역이다.

## 역사
- 2005년 10월 18일 : 대구 도시철도 2호선 개통과 함께 영업 개시
- 2016년 7월 16일 : 스크린도어 설치

### 승강장
| 범어 ↑   |
| 하 상 \| |
| ↓ 만촌   |

| 상행 | ● 대구 도시철도 2호선 | 반월당·용산·문양 방면 |
| 하행 | ● 대구 도시철도 2호선 | 신매·사월·영남대 방면 |

- 승강장에서 반대 방향 열차로 탑승할 수 있다.

## 역 주변
| 나가는 곳 | 방면 |
| --------- | --- |
| 1         | 범어2동 경남타운네거리 범어2동한국행정복지센터 상수도사업본부수성사업소 범어2동우체국 범어초등학교 농협 동대구농협 본점 |
| 2         | 경남타운네거리 수성구청 수성경찰서 대구여자고등학교 KBS대구방송총국 범어우방그린빌 범어우방파크빌 우방하이니스 범어에스케이뷰아파트 가든하이츠 장미아파트 우방3차아파트 대공원시장 국민은행 범어동지점 IM뱅크 수성구청지점 |
| 3         | 범어4동 경남타운네거리 범어4동치안센터 경신중학교 경신고등학교 범어의류로데오타운 남부시장 국민은행 범어4동지점 농협 축산농협수성지점 IM뱅크 범어4동지점 MS저축은행 울릉군수협범어지점 대구대동우편취급국                  |
| 4         | 범어2동 경남타운네거리 IM뱅크 만촌동지점 흥사단 송원학원 대구신용보증재단 범어동지점 |

## 승차량 변동
| 노선  | 승차 인원 | 승차 인원 | 승차 인원 | 승차 인원 | 승차 인원 | 승차 인원 | 승차 인원 | 승차 인원 | 승차 인원 | 승차 인원 | 승차 인원 | 승차 인원 | 승차 인원 | 주석 |
| 노선  | 2005년    | 2006년    | 2007년    | 2008년    | 2009년    | 2010년    | 2011년    | 2012년    | 2013년    | 2014년    | 2015년    | 2016년    | 2017년    | 주석 |
| ----- | --------- | --------- | --------- | --------- | --------- | --------- | --------- | --------- | --------- | --------- | --------- | --------- | --------- | ---- |
| 2호선 | 3,466     | 4,353     | 4,313     | 4,523     | 4,684     | 4,468     | 4,740     | 4,816     | 5,123     | 5,062     | 4,999     | 5,106     |           |      |

## 사진

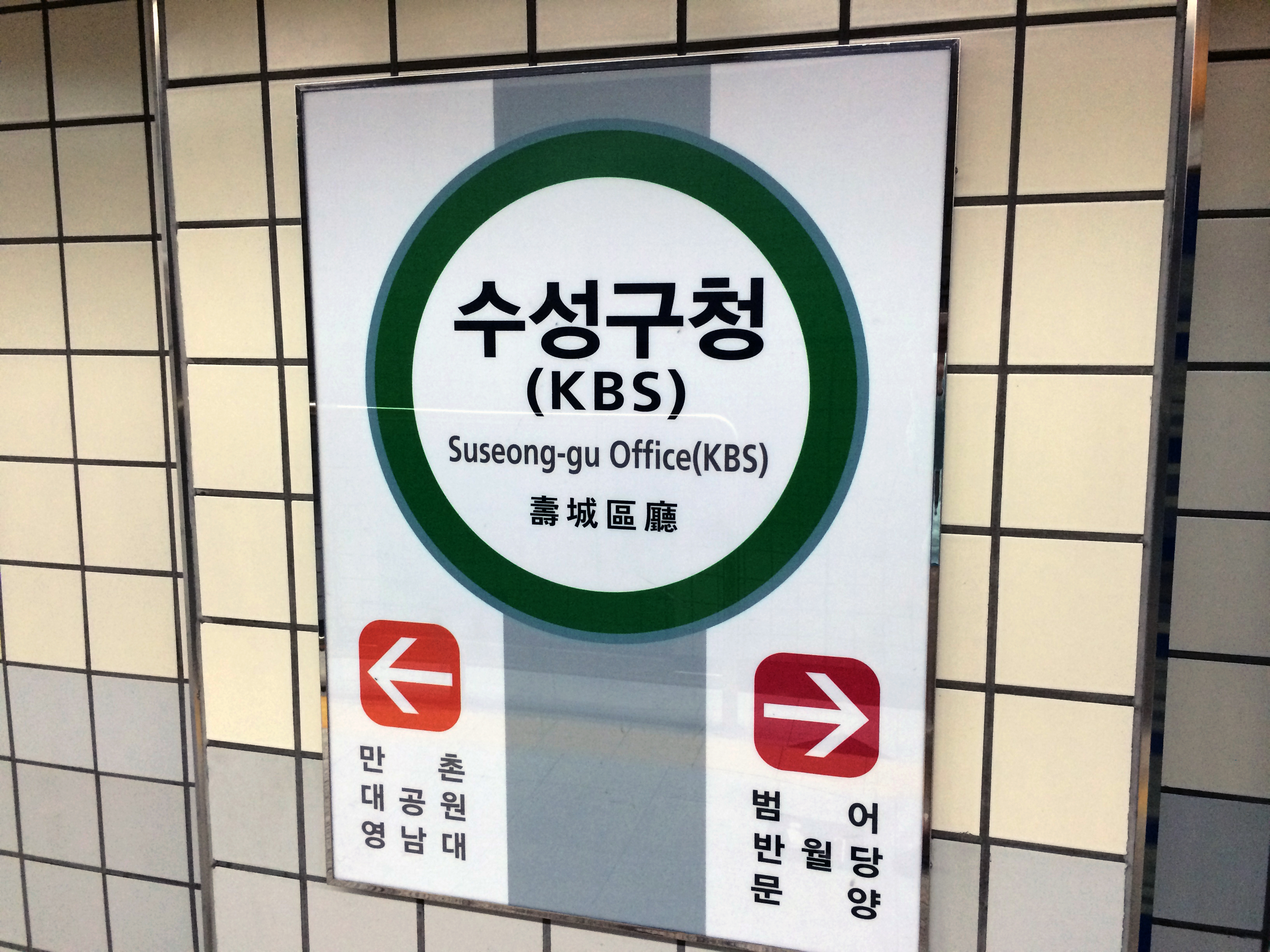
역명판
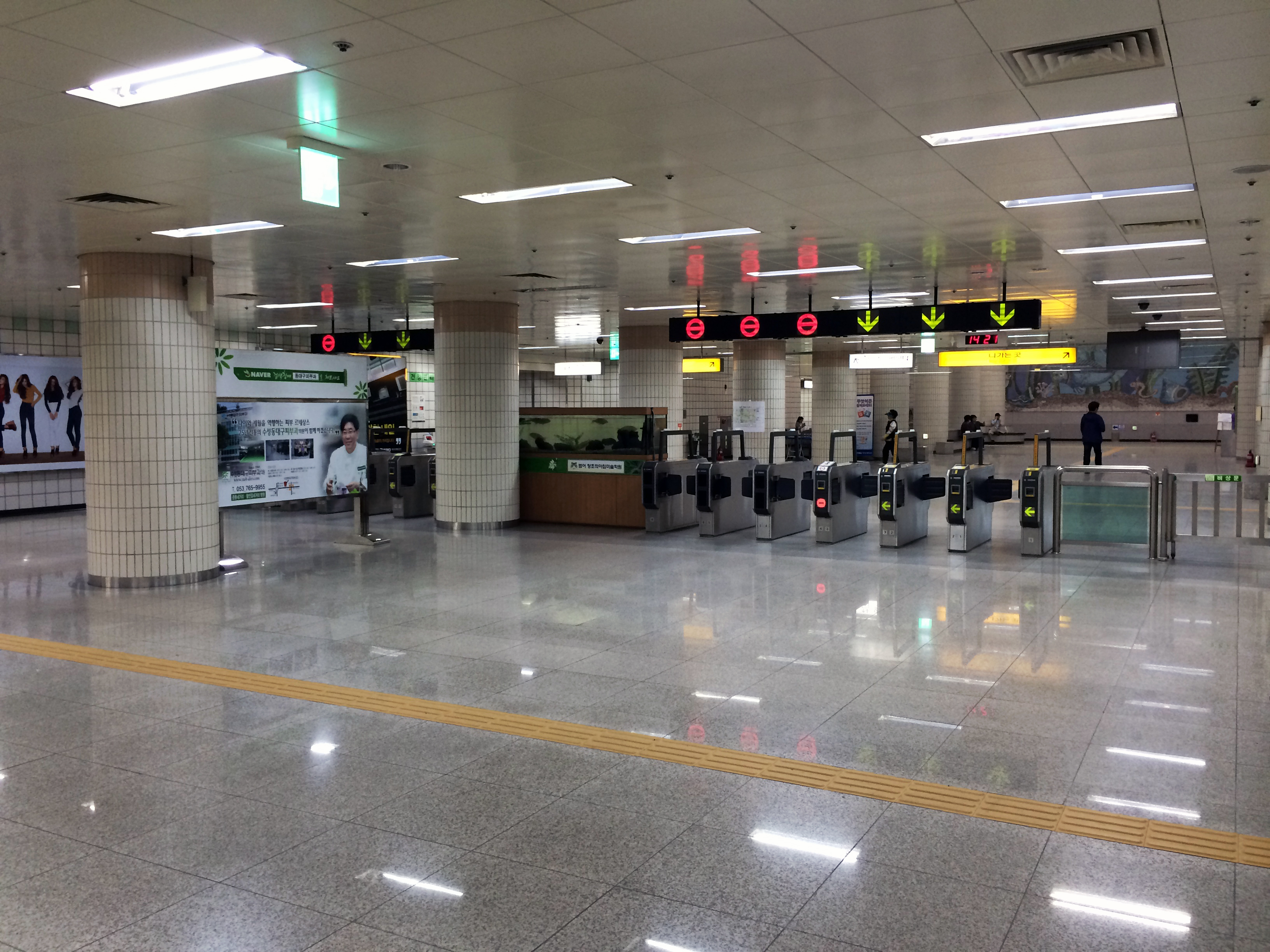
개찰구
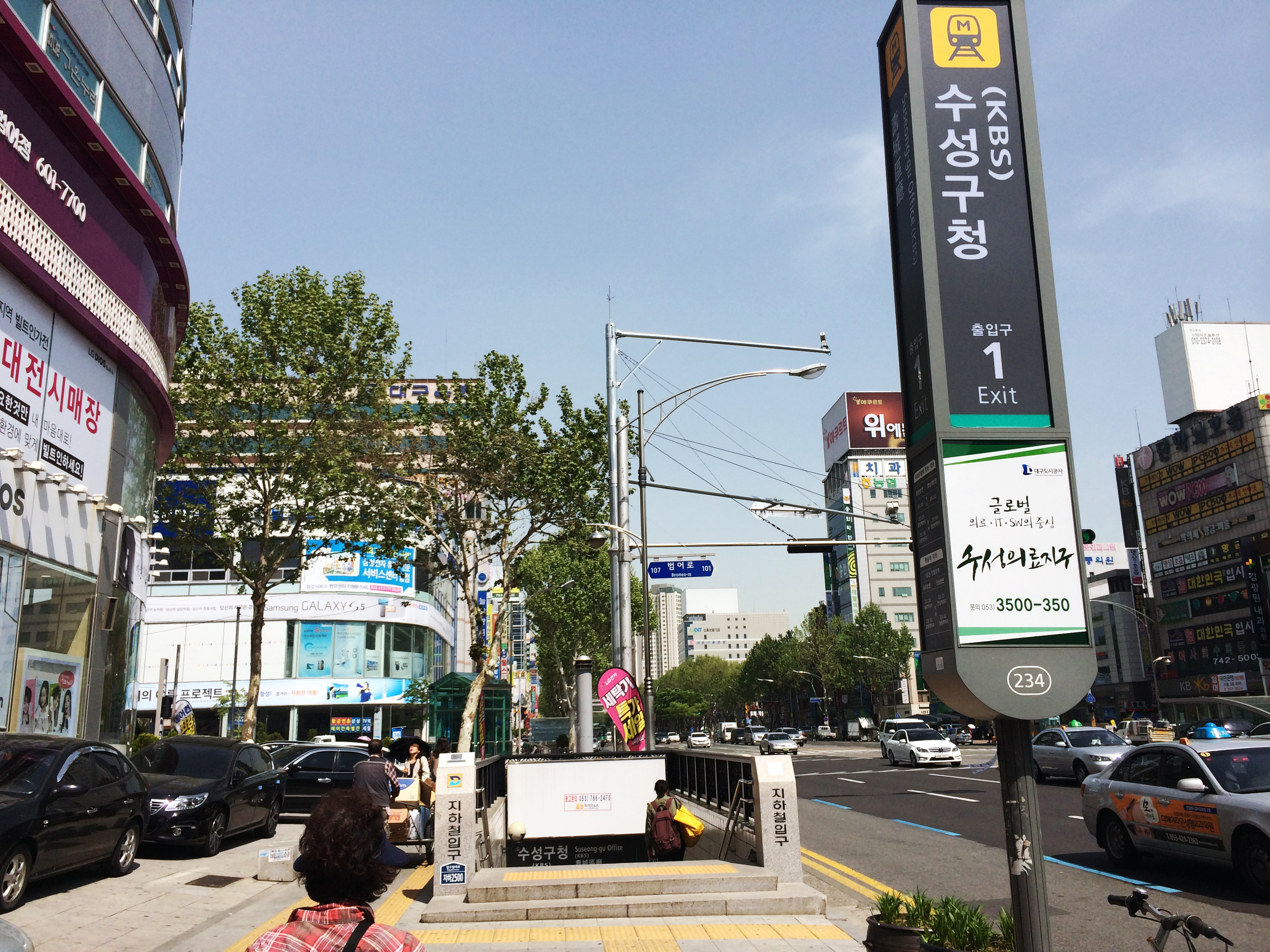
1번 출입구
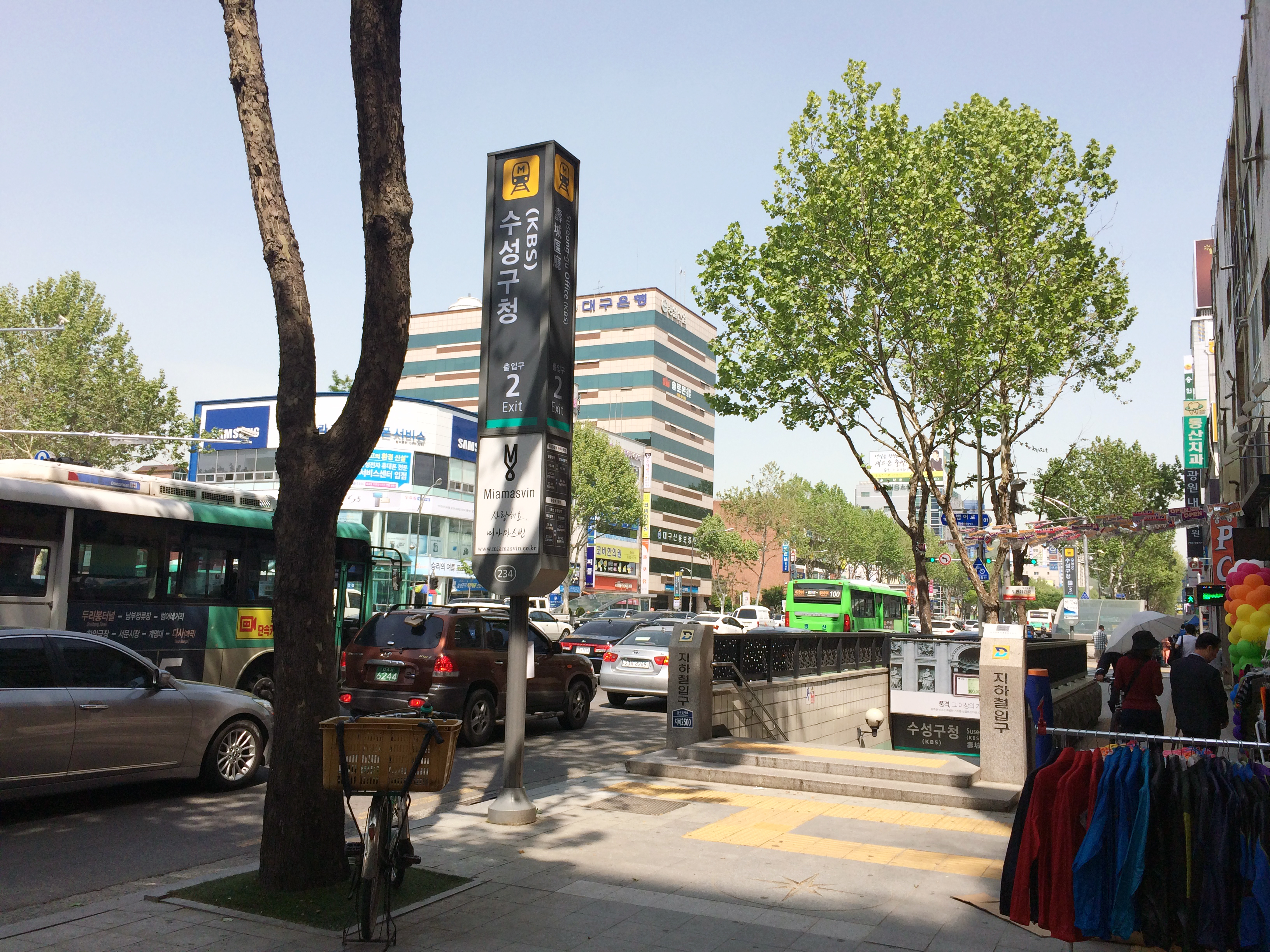
2번 출입구
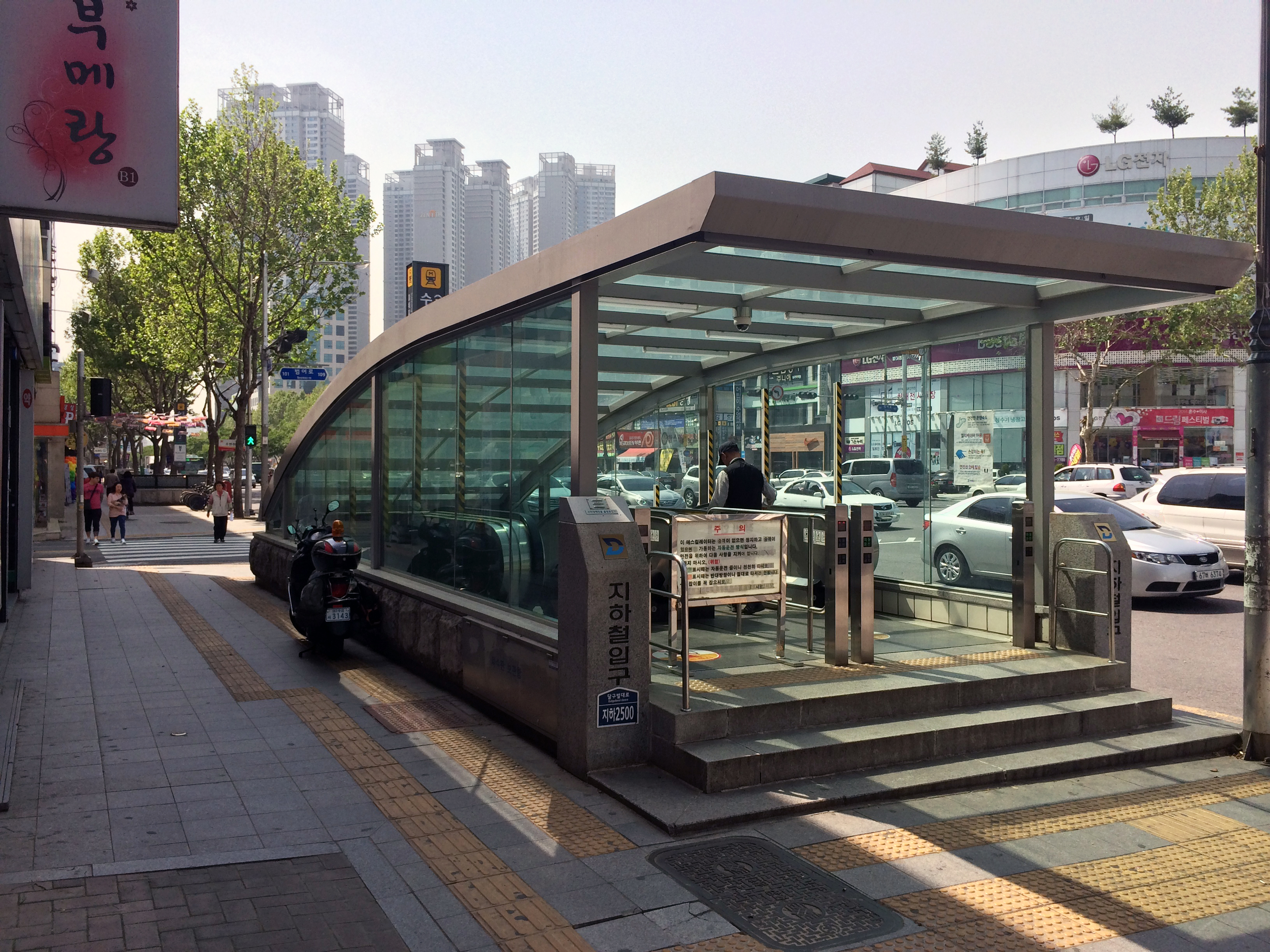
3번 출입구
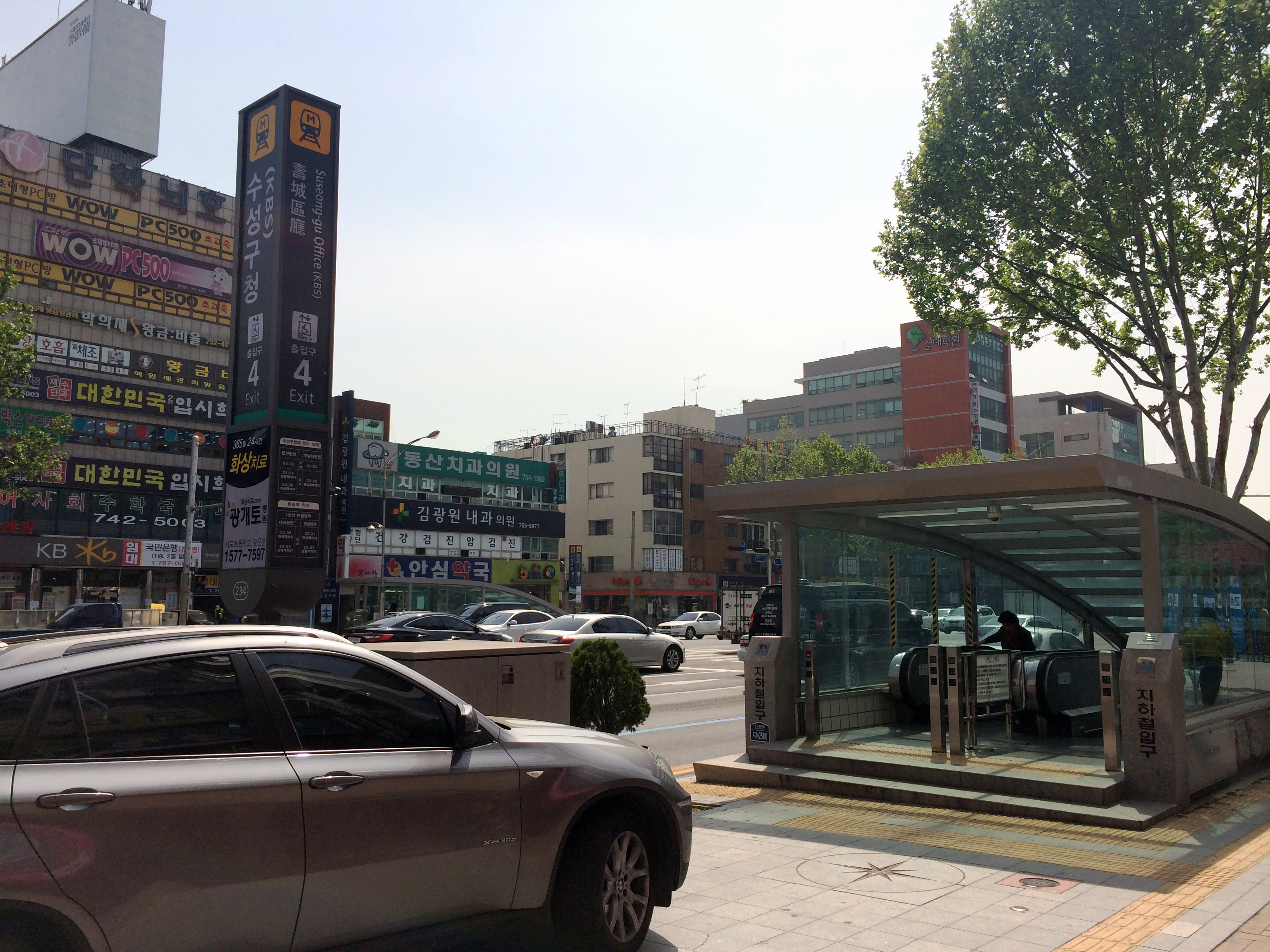
4번 출입구

## 인접한 역
| 대구 도시철도 2호선 | 대구 도시철도 2호선   | 대구 도시철도 2호선  |
| ------------------- | --------------------- | -------------------- |
| 233 범어 문양 방면  | ● 대구 도시철도 2호선 | 235 만촌 영남대 방면 |